# Charles H. Olmstead
Charles Hart Olmstead (Savannah (Georgia), 27 april 1837 – aldaar, 17 augustus 1926) was een Amerikaanse zakenman en militair. Tijdens de Amerikaanse Burgeroorlog was hij kolonel bij het Confederate States Army.

## Vroege jaren
Olmstead werd geboren op 27 april 1837 in Savannah. Over zijn jeugd is vrij weinig bekend. Hij studeerde af aan de Georgia Military Institute.

## Amerikaanse Burgeroorlog
Op 27 mei 1861 werd Olmstead benoemd tot majoor in de 1st Georgia Infantry Regiment. Zijn bevelhebber was kolonel Hugh W. Mercer. Begin 1861 hadden militietroepen van Georgia Fort Pulaski ingenomen. Na zijn aanstelling kreeg Olmstead het bevel over het fort. Tegen november 1861 had hij 385 soldaten en 48 kanonnen tot zijn beschikking. Na de belegering en bombardement van het fort moest Olmstead op 11 april 1862 capituleren. Hij en zijn soldaten werden krijgsgevangen gemaakt. Hij zou verschillende maanden opgesloten blijven. Na zijn vrijlating diende hij met zijn regiment in Georgia en North en South Carolina. 
Hij nam deel aan de gevechten rond Battery Wagner waar hij het bevel had over het 1st Georgia Infantry en de 12th Georgia Artillery Battalion. Hij keerde daarna terug naar Savannah tot zijn regiment, dat deel uitmaakte van Mercer’s Brigade, naar Atlanta werd gestuurd. Tijdens de Franklin-Nashvilleveldtocht was Olmstead verschillende keren verantwoordelijk voor de volledige brigade. Hij nam deel aan de Tweede Slag bij Franklin en de Slag bij Nashville. Tijdens de daaropvolgende Carolina's-veldtocht nam hij deel aan de Slag bij Bentonville en was hij aanwezig toen generaal Joseph E. Johnston zich overgaf aan generaal-majoor William T. Sherman.

## Latere jaren
Na de oorlog huwde Olmstead in 1866 met Florence Williams. Ze kregen samen drie dochters: Susan, Sarah en Florence. Hij werd een succesvol zakenman in de bank-en verzekeringswereld en de scheepvaart. Hij was ook werkzaam als statisticus bij Wanamaker's. In 1912 schreef hij zijn memoires. Hij stierf op 17 augustus 1926 op 89-jarige leeftijd in Savannah. Hij werd begraven op Laurel Grove Cemetery in Savannah.